# Pearl Hackney
Pearl Hackney (* 28. Oktober 1916 in Burton-upon-Trent, Staffordshire; † 18. September 2009 in Kent) war eine britische Schauspielerin.

## Leben
Hackney nahm schon im Kindesalter Ballettunterricht. Später arbeitete sie zeitweise in Liverpool als Stepptanzlehrerin. Nach einem Vorsprechen am Windmill Theatre in London wurde sie dort als Tänzerin unter Vertrag genommen. Dort lernte sie auch ihren späteren Mann kennen, den Schauspieler Eric Barker. Beide heirateten 1936. Während des Zweiten Weltkrieges trat ihr Mann der Royal Navy bei, und sie in die British Home Guard. Zusammen wirkten sie an der Radiounterhaltungssendung Merry-Go-Round mit. Nach dem Ende des Krieges führten beide die Sendung erfolgreich unter neuem Namen fort. In den 1950er Jahren spielte sie Theater im Londoner Westend, ab den 1960er Jahren war sie auch in Fernseh- und vereinzelt in Filmprojekten zu sehen. Ihre letzten Rollen spielte sie Ende der 1980er Jahre. Ihre 1945 geborene Tochter Petronella wirkte ebenfalls als Schauspielerin und war zwischen 1967 und 1972 mit Anthony Hopkins verheiratet. Aus dieser Ehe ging Abigail Hopkins hervor, ebenfalls eine Schauspielerin.

## Filmografie (Auswahl)
- 1950: The Newcomer (Kurzfilm)
- 1970: Die Liebesmuschel (Cool It Carol!)
- 1973–1980: Coronation Street (Fernsehserie)
- 1976: Mit Schirm, Charme und Melone (The New Avengers, Fernsehserie, eine Folge)
- 1978: Der Hund von Baskerville (The Hound of the Baskervilles)
- 1978: Fünf Freunde (The Famous Five, Fernsehserie, eine Folge)
- 1979: Yanks –  Gestern waren wir noch Fremde (Yanks)
- 1984: Gänsemarsch (Laughterhouse)
- 1987: Jim Bergerac ermittelt (Bergerac, Fernsehserie, eine Folge)
- 1988: Der Doktor und das liebe Vieh (All Creatures Great and Small, Fernsehserie, 2 Folgen)